# Kalendarium Dąbrowy
Dąbrowa – dziś Dąbrowa i jej zachodnia część Dąbrowa Poduchowna, wieś w Polsce położona w województwie świętokrzyskim, w powiecie starachowickim, w gminie Pawłów 10 km na południowy wschód od Starachowic, nad rzeką Świśliną; ok. 14 km na północny wschód  od klasztoru świętokrzyskiego.

## Nazwa wsi w dokumentach źródłowych
W latach 1333–70 „Dombrowa”, 1447 „Dambrowa”, ale: 1504 „Dąmbrowa”, 1506 „Dambroua”, „Dambrova”, 1508 „Dambrowka”, 1529 „Dambrowa”,„ Dąbrowa”, 1537 „Dambroua”, 1546 „Rzepin Dambroua”, natomiast w roku 1564 „Dąbrowa”, 1880 „Dąbrowa Chybicka” i „Dąbrowa Chybicka Poduchowna”.

## Podległość administracyjna świecka i kościelna
- 1508 powiat sandomierski (Pawiński Kod Mał. 461),
- 1827 powiat opatowski,
- 1470-80 parafia Pawłów (Długosz L.B.. II 485).

## Topologia, granice w  średniowieczu
- W latach 1470–80 graniczy z  Rzepinem, Rzepinkiem, Pawłowem i  Dziurowem (Długosz L.B.. III 236),
- 1477 z  Dziurowem;
- 1532  Rzepin;
- 1546-7  Wanacja;
- 1780 część klasztorna Dąbrowy graniczy od wschodu z częścią szlachecką Dąbrowy, od południa wschodu i północy z innymi dobrami Benedyktynów świętokrzyskich, w tym z  Kuczowem i  Bogusławicami[2].

## Własność
Własność szlachecka, od lat 1536-7 r. własność podzielona szlachecka (Dąbrowa) i klasztorna (Dąbrowa Poduchowna).

## Kalendarium historyczne wsi
Okres przed podziałem
- 1333-70 Własność Jakuba, Mikołaja i Piotra z Chlewisk (Odrowążów),
- 1401 Dąbrowa należy do Jakuba i Sławka dziedziców Szydłowca (także Odrowążów) ,
- 1447 dziedzicem jest Prandota z Zajączkowic
- 1470-80 dziedzice Prandota Koniński herbu Rawa i Rafał z Chlewisk herbu Odrowąż, mają 2 folwarki rycerskie, 10 łanów kmiecych, 1 zagroda z rolą, 2 karczmy z rolą (Długosz L.B.. I 439; II 485);
- 1477 dziedzicami są  Rafał i Prandota ,
- 1504 Jakub Ebermuth z Pogorzałystawu (wieś w lubelskim, ok. 20 km od Lublina występuje w piśmiennictwie do XVIII w) odstępuje Janowi ze Świrczowa tenutariuszowi Ropczyc między innymi trzecią część „mediae alteris” wsi Dąbrowa i  Zawada (Matricularum Regni Poloniae Summaria III 1663);
- 1504  z części  Ebermutha pobór z 2 łanów i od 3 zagr., [z innej części] pobór z 2 łanów i karczmy[3];
- 1505  własność Ewy z Rytwian żony Mikołaja Kurowskiego[4];
- 1506  pobór z 2 łanów i od 1 zagrody oraz (z innej części) z 1,5 łana[5]
- 1508  z części Rafała pobór z 3 łanów, z części Ebermutha pobór z 2 łanów, karczmy i 1 koła korzecznego ,
- 1528  po śp. Janie Ebermuth cześniku chełmskim król nadaje Dąbrowę Feliksowi z Zamościa[6];
- 1530-2  z części Rafała pobór z 1 łanów i z karczmy, z części Ebermutha pobór z 1,5 łana i młyna o 1 kole[7].

Obecna  Dąbrowa -  własność szlach.
- 1538  z Dąbrowy Rafała pobór z 1 łana i karczmy (ib. I/7 189v);
- 1564-5 wieś szlach., pobór z 1,75 łana w D. i Jabłonnej (LS 1564-5 330; p. › 3B);
- 1577  z części Mikołaja Dąbrowskiego pobór z 1/2 kwarty i od 2 zagr. z ogrodem oraz z 1/3 części kuźnicy zwanej „Stijchow” o 1 kole i z 2 czeladnikami[8];
- 1578  z częśco Jakuba Chlewickiego pobór od 2 kmieci na 1 łana, 2 zagr. z rolą, 1 kowala, z części Jana Kochanowskiego pobór od 1 kmiecia na 1/8 łana i 4 zagr. z ogrodem, z części Mikołaja Dąbrowskiego pobór od 2 kmieci na 1/2 łana, 4 zagr. z rolą i z karczmy ,
- 1629  z części Stanisława Dąbrowskiego pobór od 2 kmieci na 1/21. i 4 zagrodników z rolą, z części Piotra Świerczowskiego pobór od 1 kmiecia na 1/2kwarty roli, 4 zagród z ogrodem[9];
- 1662 pogłówne z części szlacheckiej Dąbrowskiego od niego z żoną, szlacheckiej Kamodzińskiej z córką, szlachcica Dębińskiego z córką oraz 8 czeladzi dworskiej i 13 mieszkańców wsi, z części szlacheckiej Świerczowskich od Dąbrowskiej i Świerczowskiej, ubogiego szlachcica Wójtowskiego z żoną, 3 czeladzi folwark i 33 mieszkańców wsi[10];
- 1673  pogłówne pobierane jest z części Świerczowskiej i Dąbrowskiej od nich i 34 czeladzi folwarcznej i mieszkańców wsi,
- 1674  pogłówne z części Dąbrowskiego od niego wraz z żoną oraz 15 czeladzi folwarcznej i mieszkańców wsi ,
- 1674  pogłówne z części szlecheckiej Wirskiego od niego z żoną i niezamężną córką oraz 8 czeladzi folwarcznej i 58 mieszkańców wsi, z części Dąbrowskiej od niej, szlachcianki Świerczowskiej i Wójtowskiej, od 3 służby i 27 mieszkańców wsi, z części Dąbrowskiego od niego i od 11 mieszkańców wsi ,
- Rok 1787, 1827,  1880 Dąbrowa Chybicka ma 30 domów, 248 mieszkańców, 404 morgi dworskie i 209 mórg włościańskich[11].

Obecna Dąbrowa Poduchowna - własność klasztoru świętokrzyskiego
- 1537  w zamian za klucz koniemłocki opactwo świętokrzyskie otrzymuje od Hieronima Łaskiego wojewody sierpskiego i jego żony Anny z Kurozwęk m.in. części wsi Dąbrowa i Zawada, zwane Ciołkowskie, które wyżej wymienieni uzyskali od Andrzeja Ciołka z Żelechowa[12];
- 1538  z części opata świętokrzyskiego pobór z 1,5 łana i młyna[13];
- 1538  młyn daje klasztorowi świętokrzyskiemu 2 grzywny czynszu ,
- 1546  Dąbrowa Poduchowna otrzymuje takie wolności jak inne włości klasztoru świętokrzyskiego (Archiwum Główne Akt Dawnych w Warszawie 1894; Matricularum Regni Poloniae Summaria IV 22389);
- 1546  dwór klasztoru w Rzepinie Dąbrowie (dambrowa) obsługiwany bez wymiaru przez młyn w  Michałowie[14];
- 1553  Zygmunt August przenosi na prawo niemieckie imiennie wyliczone posiadłości opactwa świętokrzyskiego, w tym Dąbrowę[15]
- 1564-5  z części Ebermutha w Dąbrowie i Zawadzie pobór z 1,75 łana[16];
- 1565  dwór klasztorny w Dąbrowie obsługiwany bez wymiaru przez młyn w Michałowie[17];
- 1569, 1571  opat świętokrzyski daje pobór z 2 łanów, karczmy i młyna o 1 kole[18];
- 1577  z części opata świętokrzyskiego pobór od 8 kmieci na 2 łanów, z karczmy i młyna o 1 kole ,
- 1578  z części opata świętokrzyskiego pobór od 8 kmieci na 2 łanów, 3 zagr. z rolą, 1 komornik bez bydła, z karczmy z 1/2 łanów i młyna dziedzicznego o 1 kole z 1/2 łana (Pawiński Kod. Mał. 191);
- 1629  z części opata świętokrzyskiego pobór od 8 kmieci na 4 łanów, 3 zagr. z rolą, 1 komornik bez bydła, z 1 kwarty roli należącej do karczmy, młyna dziedzicznego o 1 kole z 1/2 łana[9];
- 1662  opat święt. daje pogłówne od 10 czeladzi folwarcznej i 57 mieszkańców wsi[19]
- 1673  z Dąbrowy i Dziurowa opata świętokrzyskiego pogłówne od dzierżawcy szlachcica Stanisława Wolskiego, 102 czeladzi folwarcznej i mieszkańców wsi ,
- 1674  pogłówne od Wolskiego z żoną i niezamężną córką, 6 czeladzi folwarcznej i 58 mieszkańców wsi ,
- 1780  należy do klucza rzepińskiego dóbr stołu opata komendatoryjnego. 13 dymów. Zlikwidowane zabudowania folwarczne, po których pozostał plac i chałupa. Do folwarku należą 3 niwy. We wsi 3 kmieci (Tomasz Lasek, Marcin Krzak, Leonard Pochęć), 9 zagrodników (Józef Pełka, Walenty Różycki, Jan Paź, Józef Więcek - gajowy, zwolniony od powinności, Jan Tracz, Franciszek Smalec, Jan Jop - gajowy, też zwolniony, Wincenty Nalepa, Jan Czaja), 2 komorników (wdowa Pocheciowa, wdowa Prazmowska), 470 zagonów pustych.

Kmiecie pracują tylko po 2 dni tygodniu, ponieważ mają jedynie po 1 parze dworskiego sprzężaju, odrabiają po 4 dni powaby i 12 łokci oprawy, płacą po 24 gr czynszu, dają po 1 korcu żyta, 1 kapłonie i 20 jaj, 7 zagrodników pracuje po 3 dni tygodniowo pieszo, odrabia po 2 dni powaby i 6 łokci oprawy, płaci po 6 gr czynszu, 2 zagrodników pracuje po 2 dni tygodniu, odrabia po 2 dni powaby i 4 łokcie oprawy oraz płaci po 3 gr czynszu, komornicy pracują po 1 dniu tygodniu pieszo. Wszyscy dają stróżę nocną tylko do browaru w Rzepinie, nie pasą trzody, inne powinności jak w  Rzepinie.  Subsidium charitativum wynosi 185 zł;
- 1787  cała wieś liczy 203 mieszkańców, w tym 5 Żydów[21];
- 1816  klasztor oddaje w 40-letnią dzierż. grunt i mieszkanie w D. (Gacki 262); 1819 część wsi D. z karczmą należy do stołu opata (Akta Okupacji klasztoru świętokrzyskiego, 1819 r., Zarząd Dóbr Państwowych Guberni Radomskiej, zbiór rpsów w Archiwum Państwowym w Radomiu rps 1456. 3v, 108v, 113n.);
- 1827  cała wieś ma 36 domów i 253 mieszkańców (Tabela 1 89);
- 1880  Dąbrowa Chybicka Poduchowna ma 5 domów, 40 mórg włościańskich[11].

## Ważne wydarzenia historyczne
- W roku 1333-70 Kazimierz Wielki przenosi na prawo średzkie wsie Jakuba, Mikołaja i Piotra z Chlewisk, w tym Dąbrowę, Dziurów i  Most[22][23][24],;
- W roku 1447 Kazimierz Jagiellończyk przenosi na prawo średzkie wsie Prandoty z Zajączkowic, w tym Dąbrowę, Dziurów i Zawadę[25];

## Kościół, plebania powinności dziesięcinne
Dziesięcina należy do prepozyta kieleckiego, plebana w Szydłowcu i plebana w Chlewiskach.
- 1401 Jakub i Sławek dz. Szydłowca nadają kościołowi parafialnemu św. Zygmunta w Szydłowcu wolne dziesięciny ze swoich wsi, w tym z Dąbrowy (K Górski, Ród Odrowążów w wiekach średnich[26],;
- 1470-80 z folwarku Prandoty dziesięcinę wartości 60 grzywien pobiera pleban Szydłowca, z folwarku Rafała dziesięcinę wartości do 1 grzywny pobiera pleban w Chlewiskach, z pozostałej części wsi dziesięcinę konopną z 4 wiązek i snopową wartości do 8 lub do 10 grzywnien dowożą do stodoły prepozyta kieleckiego (Długosz L.B.. I 439; II 485);
- 1529 dziesięcinę snopową z łanów kmiecych wartości 3 grzywny należy do prepozyta kieleckiego, z pewnych ról folwarku dziesięcinę snopową wart. 1,5 grzywny pobiera pleb. Szydłowca[27]
- 1780 dziesięcinę snopową z gruntów chłopskich należy do prepozyta kieleckiego, z niw dworskich nie dają dziesięciny, co kwestionuje pleban Szydłowca[28].

## Ze średniowiecznej Dąbrowy pochodzą
Studenci Uniwersytetu Krakowskiego,
- w roku 1461 Sędziwój syn Jana[29]
- w roku  1519 Jakub syn Rafała[30].